# 키다리스튜디오
주식회사 키다리스튜디오는 서울특별시 성동구에 본사를 둔 웹툰 기업으로, 다우데이타의 자회사이다.

## 사업
봄툰과 레진코믹스를 서비스 중이다.